# Agencia de Cooperación de los Reguladores de la Energía
La Agencia de Cooperación de los Reguladores de la Energía (ACRE) es una agencia de la Unión Europea, con sede en Liubliana. Fue creada en virtud del Reglamento 713/2009 del Parlamento y del Consejo de 13 de julio de 2009,
con el objetivo de afianzar la instauración del mercado interior de la energía de la electricidad y el gas natural, en el ámbito de la Unión Europea. Comenzó su andadura oficial en marzo de 2011 con la inauguración de las oficinas de su sede en Liubliana.

## Funciones
Las principales funciones atribuidas a esta agencia de reguladores de la Unión Europea son:
- Poder reglamentario. Un poder de carácter limitado, que se restringe de manera única al ámbito técnico.
- Poderes de regulación, que comprende las condiciones de acceso al mercado y las de eficiencia y no discriminación.
- Supervisión de mercados.
- Control específico de la Red Europea de Gestores de Redes de Transporte de la Electricidad y su homónima en el gas.